# 藍海少女！
《藍海少女！》（日语：あまんちゅ!）是天野梢的日本漫畫作品。於2008年11月29日發售的Mag Garden雑誌《月刊Comic Blade》2009年1月號開始連載，於2021年5月正式完結。漫畫全話102話。
故事講述喜歡海洋和潛水的活潑少女——小日向光，與從東京搬到鄉下的內向少女——大木雙葉，兩名少女在夢丘高中入學時相遇並加入潛水社。以自然豐饒的伊豆半島為舞台，兩名少女透過潛水享受四季的美好日常。

## 故事簡介
大木雙葉是名個性內向的少女，由於從東京搬往伊豆半島，她對週圍的一切感到生澀。當她轉進當地的高中「夢丘高中」後，便認識熱愛海洋和潛水、性格活潑開朗的同學小日向光，兩者更因此加入了學校的潛水社團。以此為機緣，光與雙葉建立了美好的友誼，同時在兼任班導與社團顧問的火鳥真斗老師的指導、時任潛水部長二宮愛及其弟二宮誠的相伴下，一行人透過潛水享受四季的美好日常。
隨著劇情推進，光與雙葉等人除了精進潛水技巧、陸續取得相關證照，還接觸到形形色色的人事物，潛水社同時面臨著社團交接與招募新進成員的變化。二宮姊弟升上三年級，光成為繼任部長，招募新成員加入社團，與此同時，一行人開始思考未來的出路。二宮姊弟從學校畢業一年後，光也卸下了潛水部長的職位，由後輩接續社團營運。
畢業前夕，雙葉在光的見證下將長髮剪短。高中畢業後，雙葉因為考上大學，必須前往東京求學，在車站與前來送行的光道別，潛水社相關人員也各有發展。故事尾聲，光與雙葉趁著大學放暑假期間，在光的祖母經營的「海女人屋」海邊再度相會。

## 登場人物

### 主要角色
小日向光（聲：鈴木繪理（日本）；陳頴琪（香港））
本作主角。夢丘高中一年級生→二年級生（56話）→大學生（最終話）。
綽號「閃光（ぴかり）」，15歲，身高148cm，1月31日生，血型O型，水瓶座。
個性非常積極活潑。興趣是水肺潛水，將來的夢想是做當地的嚮導。身上常常帶著奶奶給的口哨。是引導雙葉踏入潛水領域的關鍵人物兼好友。劇情中後期成為潛水部繼任部長。
後期將部長職位交接給後輩，高中畢業後親自在車站目送雙葉前往東京。故事尾聲以旁白形式交代夢丘高中師生們的近況，趁著大學暑假期間在祖母經營的「海女人屋」海邊和雙葉重逢。
大木雙葉（聲：茅野愛衣（日本）；王慧珠（香港））
本作另一主角。夢丘高中一年級生→二年級生（56話）→大學生（最終話）。
綽號「小點（てこ）」（因其眉毛星星點點），16歲，身高170cm，4月3日生，血型AB型，牡羊座。
有機車駕照。初次搬家到伊豆，人際關係完全重來，使她對新生活有些許畏懼，個性相較內向，所以學期剛開始時不知該如何是好。
常常被光的活潑氣場牽著走，很感謝有像光這樣的朋友。初期不擅游泳且不理解潛水，但透過光的引導開始喜愛潛水，甚至取得夜間潛水資格和開放水域的上位執照。
對夢境相當敏感，自稱為「夢境專家」，非常了解夢的運作規則，有時心境也會反映在夢境之中。
初期蓄著長髮，畢業前親自將長髮剪短。高中畢業後在光的目送下，搭乘列車遠赴東京求學，於劇情尾聲趁著暑假期間返回伊豆和光再會。
二宮愛（聲：大西沙織（日本）；莎拉（香港））
二年級生→三年級生（56話）→畢業生（81話）。
通稱「姐姐前輩(姉(あね)ちゃん先輩)」，潛水部長，16歲，身高160公分，1月7日生，血型A型，魔羯座。
個性非常直率，與弟弟二宮誠是雙胞胎。畢業後會上同縣的美術系大學。
二宮誠（聲：梅原裕一郎（日本）；張振熙（香港））
二年級生→三年級生（56話）→畢業生（81話）。
通稱「弟弟前輩(弟くん先輩)」，16歲，身高178公分，1月7日生，血型A型，魔羯座。
與姐姐二宮愛是雙胞胎，總是被姐姐欺負。畢業後會到東京上大學，一個人生活。
火鳥真斗（聲：伊藤靜（日本）；蔡雁紅（香港））
主角的班導師，同時是潛水部的顧問老師。
是一名潛水員，知識豐富，性格大喇喇，認為學生無論是要在高中三年間好好念書還是成日玩到樂此不疲都沒關係，最重要的是要過得快樂。
在入學時，為了歡迎學生，將黑板佈置的十分漂亮。
玉
一年級生→二年級生。
主角的後輩，在雙葉成為繼任潛水部社長後，協助社團招生事宜。
琴里
一年級生→二年級生。
主角的後輩，在雙葉成為繼任潛水部社長後，協助社團招生事宜。

### 夢丘高中
校長先生（聲：立木文彥）
夢丘高中的校長。
永遠野守（聲：高橋廣樹（日本）；譚禹晋（香港））
夢丘高中的老師，二宮愛的班導，長髮，總是瞇瞇眼，像是還沒睡醒一般。
在還是嬰兒時，曾被母親遺留在大雪中的神社。

### 小日向家
小日向紀乃（聲：井上喜久子（日本）；吳小藝（香港））
小日向家的奶奶，66歲，身高142公分，7月29日生，血型O型，獅子座。
現在在海邊經營著店家「海女人屋」，所煮的豬肉湯有口皆碑。
年輕時為海女，後轉行當潛水員，獨自發現了伊豆地區的潛水名勝「富戶岩穴」，可說是伊豆潛水運動的先驅。
小日向木靈（聲：洲崎綾（日本）；何凱怡（香港））
小日向家的么女，光的妹妹，初中三年級→夢丘高中一年級生（56話）。
從小開始就跟姐姐光一起進行潛水運動。
常會罵人「小呆瓜」來表達自己的不滿。
小日向疾風（聲：杉田智和）
小日向家的爺爺，68歲，身高200公分，5月5日生，血型A型，金牛座。
被稱作「漆黑的人魚」，是伊豆地區傳說中的潛水員。
小日向翼
小日向家的長男。

### 親友
水無茜（聲：葉月繪理乃（日本）；石梓晴（香港））
雙葉中學時期的朋友。
姬野千鶴（聲：齋藤千和（日本）；何凱怡（香港））
雙葉中學時期的朋友。
岬心（聲：山本亞衣）
常被誤認為女生的男生，3月3日生，雙魚座。
在浮潛時跟閃光相識，很喜歡章魚。
喜歡閃光，所以對雙葉有著競爭意識。
岬小鳥（聲：加隈亞衣）
岬心的姐姐，木靈的朋友，跟木靈兩人一起考入了夢丘高中。
曾在入學前的某個下午跟雙葉在同一家咖啡廳休息，結果兩人同時入睡時作了相連的夢。
非常憧憬雙葉所表現出的優雅穩重。

### 永遠的國度
彼得（Peter）（聲：入野自由）
夢丘高中七大不可思議之一，原型來自於知名劇作「彼得潘（Peter Pan）」。
喜歡在像祭典這樣的特別日子現身，誘拐不願長大的少年少女進入夢中的世界，永遠都不會衰老的少年。
本來是個被遺棄在神社裡的嬰兒，為了延長自己的生命，把自己封閉在了夢的世界之中。此後不時會有人，來自於不同時代、不同地點，在睡夢之中誤入這個世界。
凱特西（Cait Sith）
依偎在嬰兒身旁，幫助他作夢的黑貓。

### 其他
茶顧問（聲：久保百合花）
本名「亞里亞（Aria）（ありあ）」，是經常出沒在潛水部的貓。校長的寵物。
公主（聲：洲崎綾）
被閃光和雙葉在神社撿到的雌性小貓，之後被校長收養。

## 出版書籍
| 集數 | Mag Garden     | Mag Garden             | Mag Garden             | 東立出版社     | 東立出版社             |
| 集數 | 發售日期       | 通常版 ISBN            | 限定版／特裝版 ISBN    | 發售日期       | ISBN                   |
| ---- | -------------- | ---------------------- | ---------------------- | -------------- | ---------------------- |
| 1    | 2009年8月10日  | ISBN 978-4-8612-7642-2 | 不適用                 | 2010年1月27日  | ISBN 978-986-10-5062-1 |
| 2    | 2010年2月10日  | ISBN 978-4-8612-7696-5 | 不適用                 | 2010年12月23日 | ISBN 978-986-10-5219-9 |
| 3    | 2010年8月10日  | ISBN 978-4-8612-7757-3 | 不適用                 | 2011年2月25日  | ISBN 978-986-10-6211-2 |
| 4    | 2012年3月10日  | ISBN 978-4-8612-7960-7 | 不適用                 | 2012年8月10日  | ISBN 978-986-10-9912-5 |
| 5    | 2012年10月10日 | ISBN 978-4-8000-0051-4 | 不適用                 | 2014年3月6日   | ISBN 978-986-324-140-9 |
| 6    | 2013年5月10日  | ISBN 978-4-8000-0147-4 | ISBN 978-4-8000-0101-6 | 2014年10月27日 | ISBN 978-986-332-578-9 |
| 7    | 2013年11月9日  | ISBN 978-4-8000-0227-3 | ISBN 978-4-8000-0233-4 | 2015年6月5日   | ISBN 978-986-348-041-9 |
| 8    | 2014年5月10日  | ISBN 978-4-8000-0301-0 | ISBN 978-4-8000-0279-2 | 2016年6月17日  | ISBN 978-986-365-041-6 |
| 9    | 2015年2月10日  | ISBN 978-4-8000-0410-9 | 不適用                 | 2016年7月15日  | ISBN 978-986-382-956-0 |
| 10   | 2016年7月9日   | ISBN 978-4-8000-0599-1 | ISBN 978-4-8000-0569-4 | 2017年2月15日  | ISBN 978-986-470-700-3 |
| 11   | 2016年9月10日  | ISBN 978-4-8000-0610-3 | ISBN 978-4-8000-0570-0 | 2017年8月10日  | ISBN 978-986-482-024-5 |
| 12   | 2018年4月10日  | ISBN 978-4-8000-0756-8 | ISBN 978-4-8000-0738-4 | 2019年9月5日   | ISBN 978-957-26-1538-6 |
| 13   | 2018年6月9日   | ISBN 978-4-8000-0780-3 | ISBN 978-4-8000-0739-1 | 2019年12月30日 | ISBN 978-957-26-1539-3 |
| 14   | 2019年4月10日  | ISBN 978-4-8000-0842-8 | ISBN 978-4-8000-0826-8 | 2020年12月7日  | ISBN 978-957-26-3526-1 |
| 15   | 2019年12月25日 | ISBN 978-4-8000-0919-7 | 不適用                 | 2022年1月20日  | ISBN 978-957-26-6697-5 |
| 16   | 2021年2月27日  | ISBN 978-4-8000-1054-4 | ISBN 978-4-8000-0965-4 | 2023年2月3日   | ISBN 978-957-26-6698-2 |
| 17   | 2021年11月10日 | ISBN 978-4-8000-1142-8 | ISBN 978-4-8000-0966-1 | 2024年2月5日   | ISBN 978-957-26-8431-3 |

## 故事舞台
靜岡縣伊東市
- 汐吹公園周邊
- 伊東マリンタウン
- 富戶·脇之濱周邊

## 電視動畫
2015年10月宣佈製作電視動畫，翌年2016年7月至9月於AT-X、TOKYO MX等台播出第1期。2017年11月宣布製作第2期，標題名叫《藍海少女！～Advance～》，於2018年4月至6月首播。香港ViuTV於2016年10月2日播放。
總導演由前作『水星領航員』（兩部為天野梢原作）的導演佐藤順一擔任。動畫製作公司是J.C.STAFF，Mag Garden與Production I.G（兩間皆為IG Port的旗下企業）則以製作委員會方式參加。劇中音樂由GONTITI擔任。
作品標語為「。」。

### 製作人員
|                  | 第1期                                   | 第2期                                   |
| ---------------- | --------------------------------------- | --------------------------------------- |
| 原作             | 天野梢（Mag Garden「Comic Blade」連載） | 天野梢（Mag Garden「Comic Blade」連載） |
| 總導演、音響指導 | 佐藤順一                                | 佐藤順一                                |
| 導演             | 笠井賢一                                | 佐山聖子                                |
| 劇本統籌         | 赤尾凸                                  |                                         |
| 人物設計         | 伊東葉子                                | 伊東葉子                                |
| 機械設定         | 氏家嘉宏                                | 氏家嘉宏                                |
| 美術指導         | 柴田千佳子                              | 柴田千佳子                              |
| 美術指導         | 鈴木朗                                  |                                         |
| 色彩設計         | 石田美由紀                              | 溝江詩帆                                |
| 攝影指導         | 間中秀典                                | 間中秀典                                |
| 攝影指導         | 福世晉吾                                |                                         |
| 編集             | 須藤瞳                                  | 須藤瞳                                  |
| 音樂             | GONTITI                                 | GONTITI                                 |
| 音樂製作人       | 福田正夫                                | 福田正夫                                |
| 音樂製作         | Flying DOG                              | Flying DOG                              |
| 製作人           | 飯塚壽雄、伊藤將生、金子廣孝            | 飯塚壽雄、伊藤將生、金子廣孝            |
| 製作人           | 鈴木哲史 山崎明日香 小川泰明            | 上田陽子 礒谷徳知                       |
| 動畫製作統括     | 松倉友二                                | 松倉友二                                |
| 動畫製作人       | 藤代敦士                                |                                         |
| 動畫製作         | J.C.STAFF                               | J.C.STAFF                               |
| 製作             | 夢丘高中潛水部                          | 夢丘高中潛水部                          |

### 主題曲
第1期
片頭曲「Million Clouds」
作詞、主唱：坂本真綾，作曲：Frida Sundemo，編曲：河野伸
片尾曲
作詞：三重野瞳，作曲：新居昭乃，編曲：鈴木智文，主唱：小點閃光（茅野愛衣&鈴木繪理）
插入曲、插入歌
「Aquamarine」（第2話、第5話、第12話）
作曲、編曲：窪田美奈，主唱、演奏：窪田美奈 feat. Mistera Feo
「Turquoise」（第3話、第6話、第9話）
作曲、編曲、演奏：窪田美奈
「Million Clouds ～Piano Ver.～」（第9話）
作曲：Frida Sundemo，編曲、鋼琴演奏：河野伸
「 -guitar version-」（第10話）
作曲：新居昭乃，編曲、吉他演奏：鈴木智文
「Turquoise -piano & vocalise-」（第12話）
作曲、編曲：窪田美奈，主唱、演奏：窪田美奈 feat. Mistera Feo
（第12話）
作詞、作曲、主唱：坂本真綾，編曲：河野伸

第2期
片頭曲「Crosswalk」
作詞：坂本真綾，作曲、編曲：北川勝利，弦樂編曲：河野伸，主唱：鈴木實里
第12話作為片尾曲使用。
片尾曲（第1話－第11話）
作詞、作曲、主唱：坂本真綾，編曲：渡邊善太郎
插入曲、插入歌
「Turquoise」（第5話）
作曲、編曲、演奏：窪田美奈
「Tieleusha」（第7話－第9話）
主唱：窪田美奈 feat.MIYUU & MASUMI（Mistera Feo）
「DIVE feat. GONTITI」（第9話）
作詞：岩里祐穂，作曲：菅野洋子，編曲：GONTITI，主唱：坂本真綾
「Aquamarine」（第12話）
作曲、編曲：窪田美奈，主唱、演奏：窪田美奈 feat. Mistera Feo

### 各話列表
| 話數         | 日文標題 | 中文標題                   | 香港標題                               | 劇本              | 分鏡       | 演出                                                                  | 作畫監督                                              | 總作畫監督     | 原作話數           |
| 第1期        | 第1期    | 第1期                      | 第1期                                  | 第1期             | 第1期      | 第1期                                                                 | 第1期                                                 | 第1期          | 第1期              |
| ------------ | -------- | -------------------------- | -------------------------------------- | ----------------- | ---------- | --------------------------------------------------------------------- | ----------------------------------------------------- | -------------- | ------------------ |
| 第1話        |          | 少女和海的故事             | 少女與海的事                           |                   | 佐藤順一   | 梶井瀨賀                                                              | 伊東葉子                                              | 伊東葉子       | 漫畫第1、3話       |
| 第2話        |          | 小光和不可以做的事         | 光與不能做的事                         | 佐藤雅子          | 佐藤雅子   | 村上雄、中山美雪                                                      | 伊東葉子                                              | 漫畫第2、4話   |                    |
| 第3話        |          | 躁動和幸福的竅門           | 歡欣雀躍與幸福秘訣的事                 | 高田耕一          | 本間修     | 渡邊琉璃子、德田夢之介 粟井重紀                                       | 伊東葉子                                              | 漫畫第5、6話   |                    |
| 第4話        |          | 躁動和放棄的心             | 歡欣雀躍與放棄之心的事                 | 鈴木洋平          | 鈴木洋平   | 小林美由紀、池津壽惠 西川繪奈、松岡謙治 村上雄                        | 伊東葉子                                              | 漫畫第8、9話   |                    |
| 第5話        |          | 和同伴初次的大海體驗       | 同伴與第一次大海的事                   | 佐藤順一 奧野浩行 | 德本善信   | 山田真也、池津壽惠 村上雄                                             | 伊東葉子                                              | 漫畫第10、11話 |                    |
| 第6話        |          | 不是真的願望               | 並非真正願望的事                       | 梶井瀨賀          | 梶井瀨賀   | 永山惠、正木優太 Song Min JU                                          | 伊東葉子                                              | 漫畫第7、14話  |                    |
| 第7話        |          | 雨停了夏天來了             | 梅雨結束的事夏天開始的事               | 佐山聖子          | 佐藤和磨   | 菊池政芳、藤田真弓                                                    | 伊東葉子                                              | 漫畫第13、19話 |                    |
| 第8話        |          | 堅定的想法未知的事         | 暗藏思念的事尚未知曉的事               | 佐藤雅子          | 德本善信   | 大原大、速水廣一 濱中朋子、森悅史                                     | 伊東葉子                                              | 漫畫第15、32話 |                    |
| 第9話        |          | 刪除不了的回憶             | 永不消逝的回憶的事                     | 篁蒼氓            | 本間修     | 渡邊琉璃子、佐藤惠 大西陽一、大久保步美 德田夢之介、藤田正幸 林隆祥、 | 村上雄                                                | 漫畫第12話     |                    |
| 第10話       |          | 今天一整天迷惘的事         | 整天迷茫在今天的事                     | 名取孝浩          | 佐藤和磨   | 、小川浩司 關本美穗、山田真也                                         | 伊東葉子                                              | 漫畫第21、22話 |                    |
| 第11話       |          | 貓和小貓                   | 貓與小貓的事                           | 佐山聖子          | 梶井瀨賀   | 大原大、森悅史 北原章雄、小松沙奈                                     | 村上雄                                                | 漫畫第16話     |                    |
| 第12話       |          | 藍色世界                   | 蒼藍世界的事                           | 佐藤順一          | 德本善信   | 柴田裕司、 關本美穗、山田真也 谷口繁則、杉田葉子 山本道隆             | 伊東葉子                                              | 漫畫第17、18話 |                    |
| 第13話 (OVA) |          | 約定的夏天和嶄新的回憶     |                                        | 篁蒼氓 佐藤雅子   | 山崎隆     | 村上雄、小松沙奈 小川浩司                                             | 伊東葉子                                              | 漫畫第23、24話 |                    |
| 第2期        |          |                            |                                        |                   |            |                                                                       |                                                       |                |                    |
| 第1話        |          | 某個夏夜和告白的話         | 某個夏天晚上與告白的事                 |                   | 佐藤順一   | 佐山聖子                                                              | 伊東葉子、畠山佳苗 村上雄                             | 伊東葉子       | 漫畫第36話         |
| 第2話        |          | 盛夏與閃亮的雙眸           | 盛夏與閃亮的雙眸                       | 佐山聖子          | 森田靜二   | 大木良一、 馬場一樹、二宮奈那子                                       | 漫畫第30、33話                                        | 伊東葉子       |                    |
| 第3話        |          | 幸福的專家和達人的故事     | 幸福的專家和達人的故事                 | 佐山聖子          | 村田尚樹   | 金正男                                                                | 漫畫第27、28、29、51話                                | 伊東葉子       |                    |
| 第4話        |          | 秋天和飄飄然的幸福故事     | 秋天和飄飄然的幸福故事                 | 佐山聖子          | 福田裕子   | 佐佐木純人                                                            | 加藤愛、 鈴木彩乃                                     | 伊東葉子       | 漫畫第39、41話     |
| 第5話        |          | 漆黑的人魚和18米的孤獨     | 漆黑的人魚和18米的孤獨                 | 佐山聖子          |            | 清水一伸                                                              | 、村上雄 加藤愛、鶴元慎子                             | 伊東葉子       | 漫畫第38、43、51話 |
| 第6話        |          | 萬聖節夜之夢               | 萬聖節夜之夢                           | 佐山聖子          | 福田裕子   | 關田修                                                                | 森悅史、門智昭 服部憲知、德田夢之介 服部益實          | 伊東葉子       | 漫畫第40話         |
| 第7話        |          | 永遠的學園祭的故事         | 永遠的學園祭的故事                     |                   | 佐藤順一   | 森田靜二                                                              | 二宮奈那子、中村真悟 畠山佳苗、鈴木彩乃 大木良一      | 伊東葉子       | 漫畫第34、35話     |
| 第8話        |          | 傳遞不到的縹緲思念         | 傳遞不到的縹緲思念                     | 佐山聖子          | 村田尚樹   | 河西睦月、韓承熙                                                      | 漫畫第52、53話                                        | 伊東葉子       |                    |
| 第9話        |          | 不會結束的夢和眼淚的故事   | 無終止的夢與淚                         | 佐山聖子          | 佐佐木純人 | 大木良一、 村上雄、加藤愛 鶴元慎子、馬場一樹                          | 漫畫第54、55話                                        | 伊東葉子       |                    |
| 第10話       |          | 一年復始想到的事           | 起點的回想                             | 福田裕子          | 頂真司     | 矢花馨                                                                | 飯泉俊臣、坪田慎太郎                                  | 伊東葉子       | 漫畫第45、57話     |
| 第11話       |          | 感冒和火焰和值得慶祝的事   | 感冒和火焰以及祝福                     | 福田裕子          | 佐山聖子   | 清水一伸                                                              | 大木良一、櫻井司 畠山佳苗、鶴元慎子 村上雄、加藤愛    | 伊東葉子       | 漫畫第50、59話     |
| 第12話       |          | 終有一日探知尚未知曉的明天 | 終有一天探索尚未知曉的明天然後再向前走 |                   | 佐藤順一   | 佐山聖子                                                              | 大木良一、村上雄 、佐藤嵩光 加藤愛、齋藤大輔 鶴元慎子 | 伊東葉子       | 漫畫第60、61話     |

### BD
| 卷數  | 發行日期       | 收錄話         | 規格編號  |
| 第1期 | 第1期          | 第1期          | 第1期     |
| ----- | -------------- | -------------- | --------- |
| 1     | 2016年9月28日  | 第1話－第2話   | SHBR-0390 |
| 2     | 2016年10月26日 | 第3話－第4話   | SHBR-0391 |
| 3     | 2016年11月30日 | 第5話－第6話   | SHBR-0392 |
| 4     | 2016年12月21日 | 第7話－第8話   | SHBR-0393 |
| 5     | 2017年1月25日  | 第9話－第10話  | SHBR-0394 |
| 6     | 2017年2月22日  | 第11話－第12話 | SHBR-0395 |
| 7     | 2017年3月29日  | 電視未播出話   | SHBR-0396 |
| 第2期 |                |                |           |
| 1     | 2018年5月30日  | 第1話－第3話   | SHBR-0486 |
| 2     | 2018年6月20日  | 第4話－第6話   | SHBR-0487 |
| 3     | 2018年7月25日  | 第7話－第9話   | SHBR-0488 |
| 4     | 2018年8月22日  | 第10話－第12話 | SHBR-0489 |

## 外部連結
- 藍海少女！ / 天野梢 - MAG Garden COMIC ONLINE （页面存档备份，存于）（日語）
- 電視動畫《藍海少女！》官方網站（页面存档备份，存于）（日語）
- 藍海少女！的X（前Twitter）（日語）
- 電視動畫《藍海少女！》的Facebook專頁（日語）